# Prix Opus
Pour un article plus général, voir Conseil québécois de la musique.
 (février 2018).

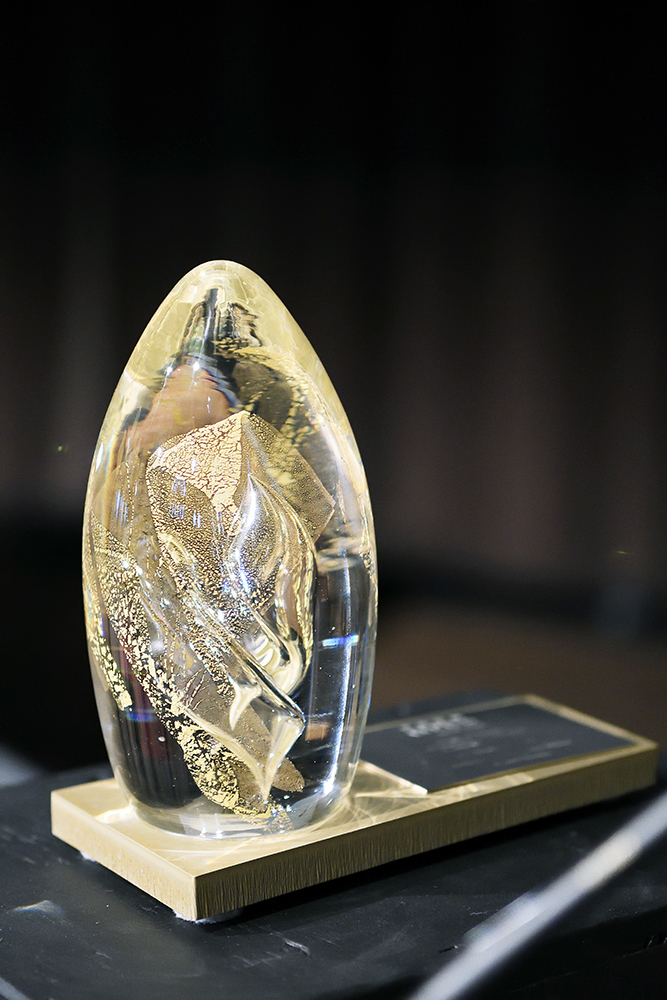
Trophée prix Opus

Les prix Opus sont des prix québécois consacrés au domaine de la musique de concert et créés en 1996 par le Conseil québécois de la musique. Ces prix, remis en février de chaque année, récompensent les artistes, événements et diffuseurs pour l'année artistique allant jusqu'au début septembre de l'année précédente.  

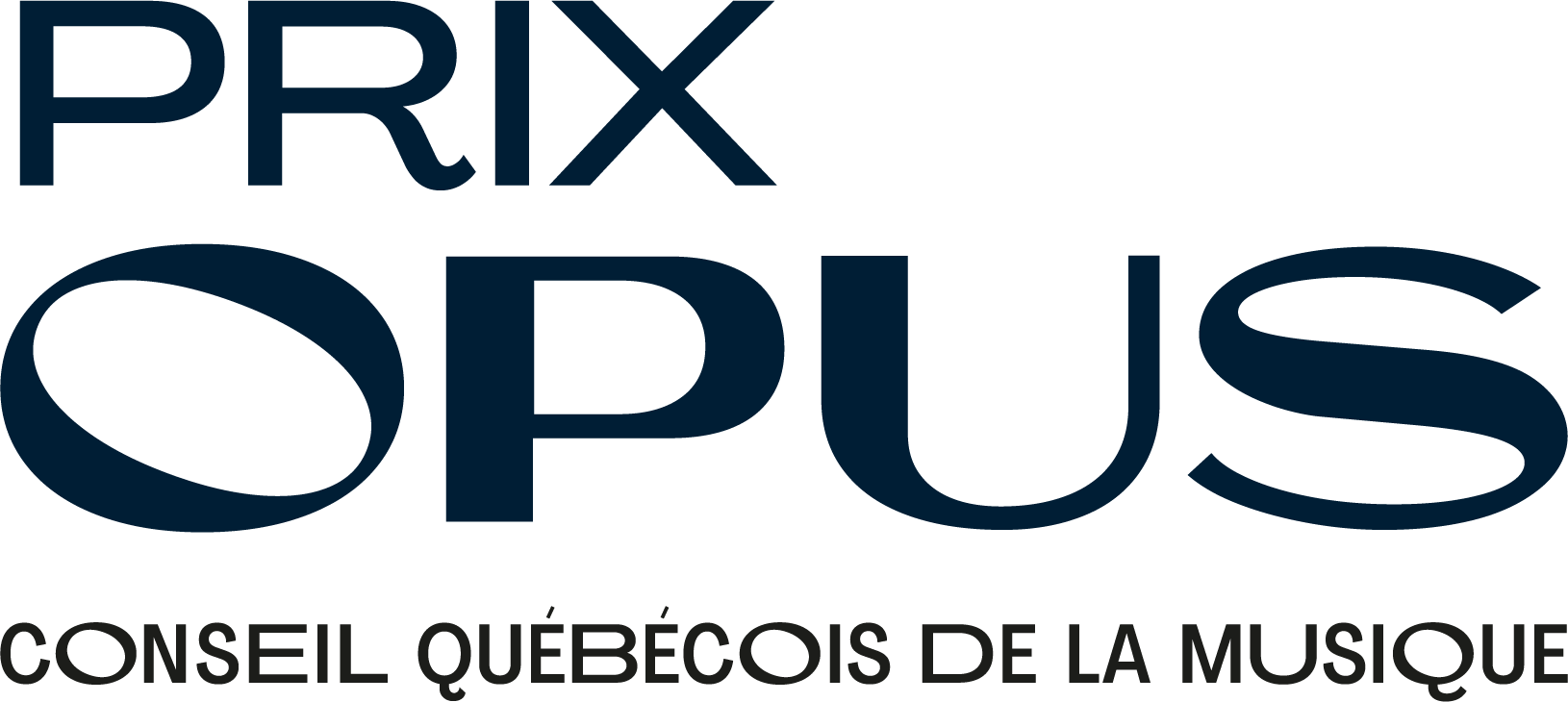
Logo

Ils soulignent l'excellence et la diversité de la musique de concert au Québec, dans différents répertoires musicaux : médiéval, de la Renaissance, baroque, classique, romantique, moderne, actuel, contemporain, électroacoustique, jazz, musiques du monde et musique traditionnelle québécoise.   

## Lauréats des principaux prix

### Prix hommage[3]
Le prix Hommage est déterminé par les membres du conseil d'administration du CQM.
- 1996-1997 – Père Fernand Lindsay
- 1997-1998 – Oliver Jones
- 1998-1999 – Gilles Lefebvre
- 1999-2000 – Maryvonne Kendergi
- 2000-2001 – Charles Dutoit
- 2001-2002 – Gilles Tremblay
- 2002-2003 – Joseph Rouleau
- 2003-2004 – Jan Simons
- 2004-2005 – Kenneth Gilbert, claveciniste
- 2005-2006 – Pierrette Alarie, soprano
- 2006-2007 – Otto Joachim, compositeur, interprète, professeur[4]
- 2007-2008 – Bernard Lagacé[5]
- 2008-2009 – Jacques Hétu, compositeur[6]
- 2009-2010 – Élise Paré-Tousignant[7]
- 2010-2011 – Yuli Turovsky[8]
- 2011-2012 – François Morel[9]
- 2012-2013 – Michel Donato, contrebassiste
- 2013-2014 – Johanne Goyette, ATMA Classique
- 2014-2015 – Jacqueline Desmarais
- 2015-2016 – Jacques Clément
- 2016-2017 – Lorraine Vaillancourt
- 2017-2018 – Gilbert Patenaude
- 2018-2019 – Monique Dubé
- 2019-2020 – Kent Nagano
- 2020-2021 – Claire Guimond

### Compositeur de l’année (remis par leConseil des arts et des lettres du Québec)
Ce prix est décerné au compositeur québécois s’étant le mieux distingué ici ou à l’étranger.
- 1996-1997 – Linda Bouchard
- 1997-1998 – Walter Boudreau
- 1998-1999 – Robert Normandeau
- 1999-2000 – Denis Gougeon
- 2000-2001 – André Ristic
- 2001-2002 – Jean-François Laporte
- 2002-2003 – Tim Brady
- 2003-2004 – Denis Dion
- 2004-2005 – John Rea (en)
- 2005-2006 – Ana Sokolovic
- 2006-2007 – Serge Arcuri[4]
- 2007-2008 – Nicolas Gilbert[5]
- 2008-2009 – Analia Llugdar (en)[6]
- 2009-2010 – Gilles Tremblay[7]
- 2010-2011 – Cléo Palacio-Quintin[8]
- 2011-2012 – Simon Bertrand[9]
- 2012-2013 – Maxime McKinley
- 2013-2014 – Samy Moussa
- 2014-2015 – Simon Martin
- 2015-2016 – André Hamel
- 2016-2017 – Julien Bilodeau
- 2017-2018 – Nicole Lizée (en)
- 2018-2019 – Éric Champagne
- 2019-2020 – James O’Callaghan
- 2020-2021 – Keiko Devaux
- 2021-2022 – Caroline Lizotte[10]

### Découverte de l'année
Ce prix est décerné à un chef, un compositeur, un interprète ou un ensemble dont la carrière est en émergence au cours de la dernière saison Opus.
- 1996-1997 – Marc Couroux
- 1997-1998 – Quatuor Molinari
- 1998-1999 – Yannick Nézet-Séguin
- 1999-2000 – Marie‐Nicole Lemieux, contralto
- 2000-2001 – Quatuor Bozzini
- 2001-2002 – Jean-François Laporte, compositeur
- 2002-2003 – Ensemble Constantinople
- 2003-2004 – Vincent Boucher
- 2004-2005 – Nicolas Gilbert, compositeur
- 2005-2006 – Anne-Julie Caron, percussionniste
- 2006-2007 – Marianne Fiset, soprano[4]
- 2007-2008 – Valérie Milot, harpiste[5]
- 2008-2009 – Jean‐Michaël Lavoie, chef d’orchestre[6]
- 2009-2010 – Rafael Zaldivar[7]
- 2010-2011 – Vincent Lauzer[8]
- 2011-2012 – Stéphane Tétreault, violoncelliste[9]
- 2012-2013 – Éric Champagne, compositeur
- 2013-2014 – Andrei Feher, chef d’orchestre
- 2014-2015 – Charles Richard-Hamelin
- 2015-2016 – BOP / Ballet-Opéra-Pantomime
- 2016-2017 – Dina Gilbert, chef d'orchestre
- 2017-2018 – É.T.É - Le boire des minuits
- 2018-2019 – Gentiane MG
- 2019-2020 – Ariane Brisson
- 2020-2021 – Marie Nadeau-Tremblay
- 2021-2022 - Guillaume Villeneuve
- 2022-2023 - Meagan Milatz

### Diffuseur spécialisé de l’année
Ce prix est décerné à un organisme de diffusion spécialisé en musique de concert pour une série ou une saison dont l’impact artistique et médiatique a été particulièrement marquant au cours de la dernière saison OPUS.
- 1996-1997 – Festival international de clavecin Bach
- 1997-1998 – Festival international duo-piano du Québec
- 1998-1999 – Festival de musique de chambre de Montréal
- 1999-2000 – Salle Dina-Bélanger
- 2000-2001 – Faculté de musique de l’Université de Montréal
- 2001-2002 – Réseaux des arts médiatiques
- 2002-2003 – Festival Orgue et Couleurs – 4e édition
- 2003-2004 – Conservatoire de musique et d'art dramatique du Québec, Saison du 60e anniversaire
- 2004-2005 – Théâtre Centennial, Lennoxville
- 2005-2006 – Centre d'arts Orford
- 2006-2007 – Festival de Lanaudière – 30e anniversaire
- 2007-2008 – Domaine Forget
- 2008-2009 – OFF Festival de jazz – 10e anniversaire
- 2009-2010 – Club Musical de Québec
- 2010-2011 – Concerts aux Îles du Bic
- 2011-2012 – Fondation Arte Musica, saison inaugurale
- 2012-2013 – Orchestre symphonique de Montréal, La virée classique, 2e édition
- 2013-2014 – Chapelle historique du Bon-Pasteur, 25e anniversaire
- 2014-2015 – Domaine Forget
- 2015-2016 – Club musical de Québec – 125 ans
- 2016-2017 – Fondation Arte Musica
- 2017-2018 – Domaine Forget - 40e anniversaire
- 2018-2019 – Groupe Le Vivier
- 2019-2020 – Festival des Arts de Saint-Sauveur
- 2020-2021 - Festival Classica

### Diffuseur pluridisciplinaire de l’année
Ce prix est décerné à un organisme de diffusion qui durant l’année a fait preuve d’initiative pour présenter à son public la musique de concert.                  
- 2008-2009 – Auditorium d’Alma
- 2009-2010 – Corporation Hector-Charland
- 2010-2011 – Théâtre Centennial
- 2011-2012 – Corporation culturelle de Shawinigan
- 2012-2013 – Les Amants de la Scène (Beauce)
- 2013-2014 – Au Vieux Treuil
- 2014-2015 – Théâtre Centennial
- 2015-2016 – Théâtre de la Ville[Lequel ?]
- 2016-2017 – Théâtre de la Ville[Lequel ?]
- 2017-2018 – Diffusions de la Coulisse
- 2018-2019 – Société de développement culturel de Terrebonne SODECT
- 2019-2020 – Ville d’Alma SPECTACLES
- 2020-2021 - Salle Pauline-Julien

### Directeur artistique de l’année
Ce prix est décerné à un directeur artistique pour une série ou une saison ou un festival pour la qualité de sa programmation au cours de la dernière saison Opus.
- 2001-2002 – Régis Rousseau - Festival Orgue & couleurs
- 2002-2003 – Walter Boudreau et Denys Bouliane - Montréal Nouvelles/Musiques
- 2003-2004 – Gilles Bellemare - Orchestre symphonique de Trois-Rivières
- 2004-2005 – Bernard Labadie - Violons du Roy et Opéra de Montréal
- 2005-2006 – Louise Forand-Samson - Club Musical de Québec
- 2006-2007 – Véronique Lacroix - Ensemble contemporain de Montréal
- 2007-2008 – Michel Levasseur - Festival international de musique actuelle de Victoriaville, 25e anniversaire
- 2008-2009 – Guy Soucie - Chapelle historique du Bon-Pasteur
- 2009-2010 – Jean-François Denis - empreintes DIGITALes
- 2010-2011 – Jean-François Rivest - Centre d'arts Orford
- 2011-2012 – Grégoire Legendre - Opéra de Québec et Festival d’Opéra de Québec
- 2012-2013 – Raynald Ouellet – 25e rendez-vous, Carrefour mondial de l’accordéon
- 2013-2014 – Lorraine Vaillancourt – 25 ans du Nouvel Ensemble Moderne
- 2014-2015 – Yannick Nézet-Séguin - Orchestre Métropolitain
- 2015-2016 – Joane Hétu et Danielle Palardy Roger – Productions SuperMusique – 36e saison
- 2016-2017 – Louis Dufort (Réseaux des arts médiatiques / AKOUMA, saison 2016-2017)
- 2017-2018 – Paul Fortin, Domaine Forget
- 2018-2019 – Claire Guimond, Arion Orchestre Baroque
- 2019-2020 – Yannick Nézet-Séguin, Orchestre Métropolitain
- 2020-2021 - Julien Proulx

### Événement musical de l’année
Ce prix est décerné à un événement musical dont la qualité artistique et la portée médiatique résultent d’une réalisation exceptionnelle. L’événement musical peut prendre différentes formes, par exemple : un concert, un événement multidisciplinaire ou une activité de diffusion électronique. 
- 1996-1997 – Le Festival international de clavecin Bach, Les Idées heureuses
- 1999-2000 – La Symphonie du millénaire
- 2000-2001 – Super MicMac – Productions Super Musique
- 2001-2002 – Cage en liberté, Ensemble contemporain de Montréal
- 2002-2003 – Festival international Montréal / Nouvelles Musiques
- 2003-2004 – Festival MMM, des musiques et du monde
- 2004-2005 – Louis Riel – Faculté de musique de l'Université McGill
- 2005-2006 – Week‐end Beethoven, Orchestre Métropolitain du Grand Montréal
- 2006-2007 – Concert d'ouverture de Kent Nagano, Orchestre symphonique de Montréal, 6 septembre 2006[4]
- 2007-2008 – Série hommage no 1 / Claude Vivier[5]
- 2008-2009 – Automne Messiaen 2008[6]
- 2009-2010 – Opéra féerie – L’eau qui danse, la pomme qui chante et l’oiseau qui dit la vérité, Chants Libres[7]
- 2010-2011 – Festival de Lanaudière, été 2011[8]
- 2011-2012 – Festival d’opéra de Québec - The Tempest[9]
- 2012-2013 – Dead Man Walking - Opéra de Montréal
- 2013-2014 – Orchestre symphonique de Montréal et Palais Montcalm, pour la programmation entourant   l’inauguration des deux orgues Casavant
- 2014-2015 – Chants du Capricorne - Chants Libres
- 2015-2016 – Année Jean Derome – 2015-2016
- 2016-2017 – Another Brick in the Wall - opéra, Opéra de Montréal
- 2017-2018 – Svadba d’Ana Sokolović - Atelier lyrique de l’Opéra de Montréal
- 2018-2019 – Rythmopolis, Ensemble à percussion Sixtrum
- 2019-2020 – Mini-Concerts Santé - Ensemble Caprice, Ensemble vocal Arts-Québec, juin à septembre 2020
- 2020-2021 - Piano 2021, Concours musical international de Montréal

### Interprète de l’année
Ce prix est décerné à l’interprète québécois s’étant le mieux distingué ici ou à l’étranger.
- 1996-1997 – Louise Bessette (soliste de l'année)
- 1997-1998 – Marc-André Hamelin, pianiste
- 1998-1999 – Daniel Taylor
- 1999-2000 – Karina Gauvin
- 2000-2001 – Gaston Arel
- 2001-2002 – Louis Lortie
- 2002-2003 – Luc Beauséjour
- 2003-2004 – Yannick Nézet-Séguin
- 2004-2005 – André Laplante, pianiste
- 2005-2006 – Jacques Lacombe, chef d'orchestre
- 2006-2007 – Les Voix Humaines[4]
- 2007-2008 – Quartango[5]
- 2008-2009 – Louise Bessette, pianiste[6]
- 2009-2010 – Ensemble Caprice[7]
- 2010-2011 – Quatuor Quasar, quatuor de saxophones[8]
- 2011-2012 – Lorraine Desmarais, pianiste jazz[9]
- 2012-2013 – Marie-Nicole Lemieux, mezzo-soprano
- 2013-2014 – Louise Bessette
- 2014-2015 – Karina Gauvin
- 2015-2016 – Julie Boulianne
- 2016-2017 – Quatuor Bozzini
- 2017-2018 – Charles Richard-Hamelin
- 2018-2019 – Ensemble Paramirabo
- 2019-2020 – Elinor Frey
- 2020-2021 - Stéphane Tétreault

### Rayonnement à l'étranger
Ce prix est décerné à un artiste, groupe d’artistes ou ensemble québécois s’étant distingué hors du Québec, soit par le récital, le concert, le concours et/ou le disque.
- 1996-1997 – Orchestre symphonique de Montréal et Charles Dutoit
- 1997-1998 – Le Nouvel Ensemble Moderne
- 1998-1999 – Marc-André Hamelin, pianiste
- 1999-2000 – Daniel Taylor
- 2000-2001 – Jean Derome
- 2001-2002 – Trio Fibonacci
- 2002-2003 – I Musici de Montréal
- 2003-2004 – Jacques Lacombe
- 2004-2005 – Yannick Nézet-Séguin, chef d’orchestre
- 2005-2006 – Marie-Nicole Lemieux, contralto
- 2006-2007 – Quatuor Bozzini[4]
- 2007-2008 – Marc Boucher, baryton[5]
- 2008-2009 – Yannick Nézet-Séguin[6]
- 2009-2010 – L'Arsenal à musique[7]
- 2010-2011 – Julie Boulianne[8]
- 2011-2012 – Les Violons du Roy[9]
- 2012-2013 – Yannick Nézet-Séguin
- 2013-2014 – Orchestre symphonique de Montréal et Kent Nagano
- 2014-2015 – Les Violons du Roy
- 2015-2016 – Charles Richard-Hamelin
- 2016-2017 – Constantinople
- 2017-2018 – Orchestre Métropolitain - Tournée européenne 2017
- 2018-2019 – Orchestre symphonique de Montréal - Tournée européenne 2019
- 2019-2020 – QUASAR quatuor de saxophones - Tournée Colombie-Britannique, Europe et Amérique

### Concert de l’année - Montréal
- 1996-1997 – Jenufa de Janacek - L'Opéra de Montréal
- 1997-1998 – Le grand jeu de Marc-André Hamelin, Les Radio-Concerts du Centre Pierre-Péladeau, Chaîne culturelle de Radio-Canada et Centre Pierre-Péladeau, 27 avril 1998
- 1998-1999 – André Laplante, André Laplante, piano - Série CBC / McGill, 3 décembre 1998
- 1999-2000 – Les 7 quatuors à cordes de R. Murray Schafer, Quatuor Molinari, 11 décembre 1999
- 2000-2001 – Elektra de Richard Strauss, Orchestre symphonique de Montréal, 29 et 30 mai 2001
- 2001-2002 – Un 100e clavecin, ça se fête!, Clavecin en concert, 3 mai 2002
- 2002-2003 – François Bourassa Quartet – Indefinite Time, Effendi Records, 3 juillet 2003
- 2003-2004 – Le Château de Barbe-Bleue, Opéra de Montréal, 13, 18, 20, 24 et 27 mars 2004
- 2004-2005 – Kent Nagano dirige Messiaen, Orchestre symphonique de Montréal, 5 et 6 avril 2005
- 2005-2006 – Les plaisirs champêtres – Ensemble Arion 24, 25 et 26 mars 2006
- 2006-2007 – Quatuor selon Bartók – Quatuor Molinari, 3 décembre 2006
- 2007-2008 – Paul Verlaine, Jean-François Lapointe, baryton et Louise-Andrée Baril, piano, Société Musicale André-Turp, 15 juin 2008
- 2008-2009 – La porte du ciel, Société de musique contemporaine du Québec et Faculté de musique de l’Université de Montréal, 7 novembre 2008
- 2009-2010 – Le Quatuor selon Schnittke, Quatuor Molinari, 20 mars 2010
- 2010-2011 – Les quatre derniers quatuors de Chostakovitch, Quatuor Molinari, 26 novembre 2010
- 2011-2012 – Louise Bessette : 30 ans de carrière, Société de musique contemporaine du Québec en collaboration avec la Chapelle historique du Bon-Pasteur, 31 mars 2012
- 2012-2013 – Le Quatuor selon la Seconde École de Vienne, Quatuor Molinari, 2 mars 2013
- 2013-2014 – Hélène Grimaud et Yannick Nézet-Séguin, Orchestre Métropolitain, 12 et 13 juin 2014
- 2014-2015 – Le Quatuor selon Chostakovitch, Quatuor Molinari, 27 et 30 mai 2015
- 2015-2016 – The Trials of Patricia Isasa, Chants Libres, Pauline Vaillancourt, mise en scène, 19, 20 et 21 mai 2016
- 2016-2017 – Une page d'histoire : Yannick Nézet-Séguin dirige le sublime Parsifal, Festival de Lanaudière, Orchestre Métropolitain, Yannick Nézet-Séguin, chef, Mihoko Fujimura, mezzo-soprano, Boaz Daniel, baryton, Thomas Goerz, baryton-basse, Brett Polegato, baryton, Peter Rose, basse, Christian Elsner, ténor, 6 août 2017
- 2017-2018 – SAVM 20e saison / Hors-Série, Gerald Finley, baryton-basse et Michael McMahon, piano, Société d’art vocal de Montréal, 6 mai 2018
- 2018-2019 – Le Château de Barbe-Bleue, Orchestre Métropolitain, Yannick Nézet-Séguin, chef, Kerson Leong, violon, Michèle Losier, mezzo-soprano, John Relyea, basse, 1er mars 2019
- 2019-2020 – Catégorie absente

### Concert de l’année – Québec
- 1996-1997 –  Magnificat - J.S. Bach - Les Violons du Roy
- 1997-1998 – Janina Fialkowska, Musique de chambre à Sainte-Pétronille, 30 juillet 1998
- 1998-1999 – Des voyages et des musiques, Orchestre symphonique de Québec, Walter Boudreau et Denys Bouliane, direction, 5 juin 1999
- 1999-2000 – La Passion selon Saint-Matthieu, Les Violons du Roy, 11 avril 2000
- 2000-2001 – Requiem de Mozart, Les Violons du Roy, 25 mai 2001
- 2001-2002 – Orfeo e Euridice, Les Violons du Roy, 19 juillet 2002
- 2002-2003 – Bach pour Noël, Les Violons du Roy, 20 décembre 2002
- 2003-2004 – Alcina, Les Violons du Roy, 9 mai 2004
- 2004-2005 – Requiem de Mozart, Les Violons du Roy, 24 octobre 2004
- 2005-2006 – Requiem pour un Président - Orchestre symphonique de Québec, 22 mars 2006
- 2006-2007 – Grieg, chantre nordique - Orchestre symphonique de Québec - 23 et 24 mai 2007
- 2007-2008 – Unique, monumental, puissant, Orchestre symphonique de Québec, 15 mars 2008
- 2008-2009 – Plácido Domingo à Québec, Orchestre symphonique de Québec et Festival d’été de Québec, 17 juillet 2009
- 2009-2010 – Concert du 25e anniversaire, Les Violons du Roy, 14 octobre 2009
- 2010-2011 – Le Rossignol et autres fables d’Igor Stravinsky, Festival d’opéra de Québec, 2 août 2011
- 2011-2012 – The Tempest, coproduction : The Metropolitan Opera (New York), Festival d'opéra de Québec, Opéra de Vienne (Wiener Staatsoper), coll. Ex Machina, 26, 28, 30 juillet, 1er août 2012
- 2012-2013 – Theodora, Les Violons du Roy et La Chapelle de Québec, 23 mai 2013
- 2013-2014 – Solomon, Les Violons du Roy, 20 et 21 mars 2014
- 2014-2015 – Le Messie, Les Violons du Roy et La Chapelle de Québec, 4 décembre 2014
- 2015-2016 – García Alarcón dirige Water Music, Les Violons du Roy, Leonardo García Alarcón, direction, 19 mai 2016
- 2016-2017 – Philippe Jaroussky, l’art d’un contre-ténor, Les Violons du Roy, Mathieu Lussier, direction, Philippe Jaroussky, contre-ténor, 9 avril 2017
- 2017-2018 – García Alarcón, concertos pour deux siècles, Les Violons du Roy, Leonardo García Alarcón, chef, 15 février 2018
- 2018-2019 – Le vaisseau fantôme de Wagner, Festival d’opéra de Québec, François Girard, mise en scène, Jacques Lacombe, chef, Gregory Dahl, baryton, Andreas Bauer Kanabas, basse, Johanni van Oostrum, soprano, Allyson McHardy, mezzo-soprano, Éric Laporte, Eric Thériault, ténors, Orchestre symphonique de Québec, Chœur de l'Opéra de Québec, 28 et 30 juillet, 1er et 3 août 2019
- 2019-2020 – Catégorie absente

### Concert de l’année – Régions
- 1996-1997 – Anton Kuerti et l’Orchestre Métropolitain - Festival international de Lanaudière
- 1997-1998 – OSM – Hvorostovsky, Dmitri Hvorostovsky, baryton et l'Orchestre symphonique de Montréal, Charles Dutoit, direction, Festival International de Lanaudière, 18 juillet 1998
- 1999-2000 – Le plus grand des Requiem, Orchestre symphonique du Saguenay-Lac-Saint-Jean, 29 avril 2000
- 2000-2001 – Quatuor Arthur-LeBlanc et Luis Sarobe, Chaîne culturelle de radio-Canada en collaboration avec Spect’Art (Rimouski), 7 novembre 2000
- 2001-2002 – Les Grands Classiques, Orchestre symphonique de Trois-Rivières, 3 et 4 mars 2002
- 2002-2003 – Contes en musique, Orchestre symphonique de Trois-Rivières, 29 septembre et 6 octobre 2002
- 2003-2004 – Wozzeck, Au cœur de l’émotion, Centre d'arts Orford, 8 et 10 août 2004
- 2004-2005 – Bach to Tango!, Centre d'arts Orford, 13 août 2005
- 2005-2006 – Les 10 ans de la Salle Françoys-Bernier : concert d’ouverture - Le Domaine Forget, 23 juin 2006
- 2006-2007 – Marie-Nicole Lemieux, À la rencontre d’une grande voix - Centre d'arts Orford , 4 août 2007
- 2007-2008 – Vers la fin du temps, Jean-François Normand (clarinette), David Jalbert (piano), Marc Djokic (violon), Denise Djokic (violoncelle), Concerts aux Îles du Bic, 8 août 2008
- 2008-2009 – Chopin et Liszt, André Laplante, piano, Centre d'arts Orford, 20 juin 2009
- 2009-2010 – Coups de cœur d’Alain Lefèvre, Festival de Lanaudière, 16 juillet 2010
- 2010-2011 – Le Nouveau Quatuor Orford, Centre d’arts Orford, 17 juillet 2011
- 2011-2012 – Marc-André Hamelin éblouit dans Busoni, Orchestre symphonique de Trois-Rivières, 6 avril 2012
- 2012-2013 – De Beethoven à Marie-Nicole Lemieux chante Gagnon et Tremblay, Orchestre symphonique de Trois-Rivières, 11 novembre 2012
- 2013-2014 – L'extase française, Concerts aux Îles du Bic, 9 août 2014
- 2014-2015 – Rimouski Jazz Suite (Trio Lorraine Desmarais), L. Desmarais, F. Alarie, C. Bélisle, Festi Jazz international de Rimouski, 2 septembre 2015
- 2015-2016 – Vues d'Espagne, Concerts aux Îles du Bic, 10 août 2016
- 2016-2017 – Bel Canto, Orchestre symphonique de Drummondville, Julien Proulx, direction, Marianne Lambert, soprano, 16 mars 2017
- 2017-2018 – Wan & Richard-Hamelin : sonates de Beethoven vol. 1, Andrew Wan, violon, Charles RichardHamelin, piano, Festival Orford Musique, 3 août 2018
- 2018-2019 – Prince et Tsar, Orchestre symphonique de Drummondville, Julien Proulx, chef, Stéphanie Pothier, mezzo-soprano, Chœur Bella Voce et Bishop’s University Singers, 18 avril 2019
- 2019-2020 – Catégorie absente

## Autres prix
- Concert de l’année – Musiques médiévale, de la renaissance, baroque
- Concert de l’année – Musiques classique, romantique, postromantique, impressionniste
- Concert de l’année – Jazz et musique du monde
  - 2018 - Orchestre national de jazz de Montréal pour une prestations au Festival international de jazz de Montréal sous la direction du batteur et compositeur John Hollenbeck
- Concert de l'année – Musiques du monde

2016-2017 – SOLO avec Le Vent du Nord et De Temps Antan, 5 novembre 2016 au 13 août 2017 
2017-2018 – Mundial Tour, Kleztory, Airat Ichmouratov, chef, 5 et 17 novembre 2017, 3, 10 et 22 février 2018
- Concert de l’année – Musique traditionnelle québécoise
- Concert de l’année – Musiques moderne, contemporaine
- Concert de l’année – Musiques actuelle, électroacoustique
- Concert de l’année – Répertoires multiples
- Album de l’année – Musiques médiévale, de la renaissance, baroque
- Album de l’année – Musiques classique, romantique, postromantique, impressionniste
- Album de l’année – Musiques moderne, contemporaine
- Album de l’année – Musiques actuelle, électroacoustique
- Album de l'année – Jazz et musiques du monde
  - 2018 avec Under the Influence Suite de Orchestre national de jazz de Montréal
- Création de l’année
- Production jeune public
- Article de l’année[12]
- Inclusion et diversité Montréal